# Vällingevägen

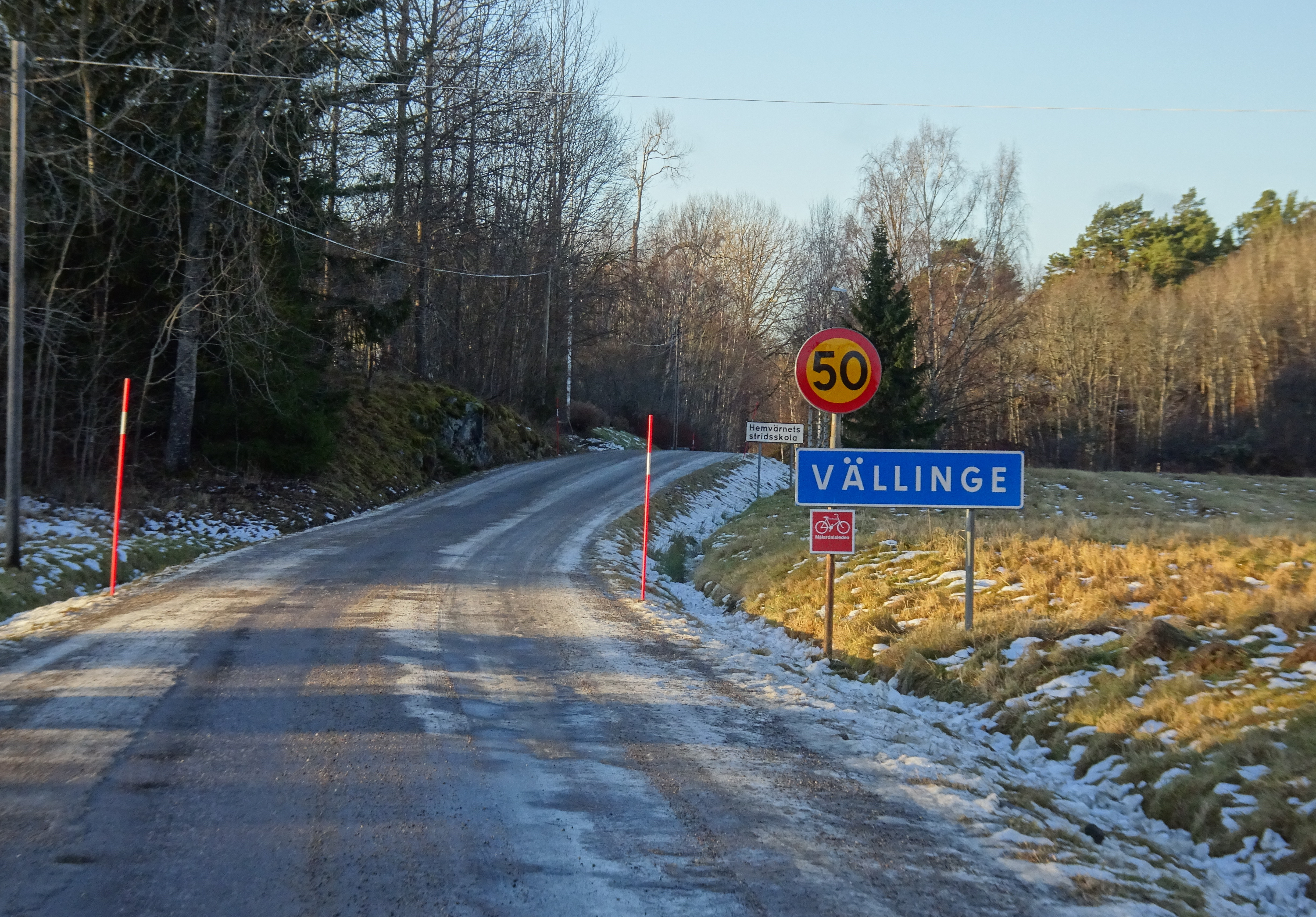
Vällingevägen vid Vällinge.

Vällingevägen är en länsväg (AB 580) i Botkyrka och Salems kommuner i Stockholms län. Vällingevägen har sedan 1700-talet bevarat sin historiska sträckning i det närmaste oförändrad. Längs den gamla landsvägen ligger bland annat gårdarna Sturehov och Vällinge samt talrika välbevarade torp. Vällingevägen har sitt namn efter Vällinge gård med rötter tillbaka till medeltiden och sedan 1943 hemvist för Hemvärnets stridsskola.

## Sträckning

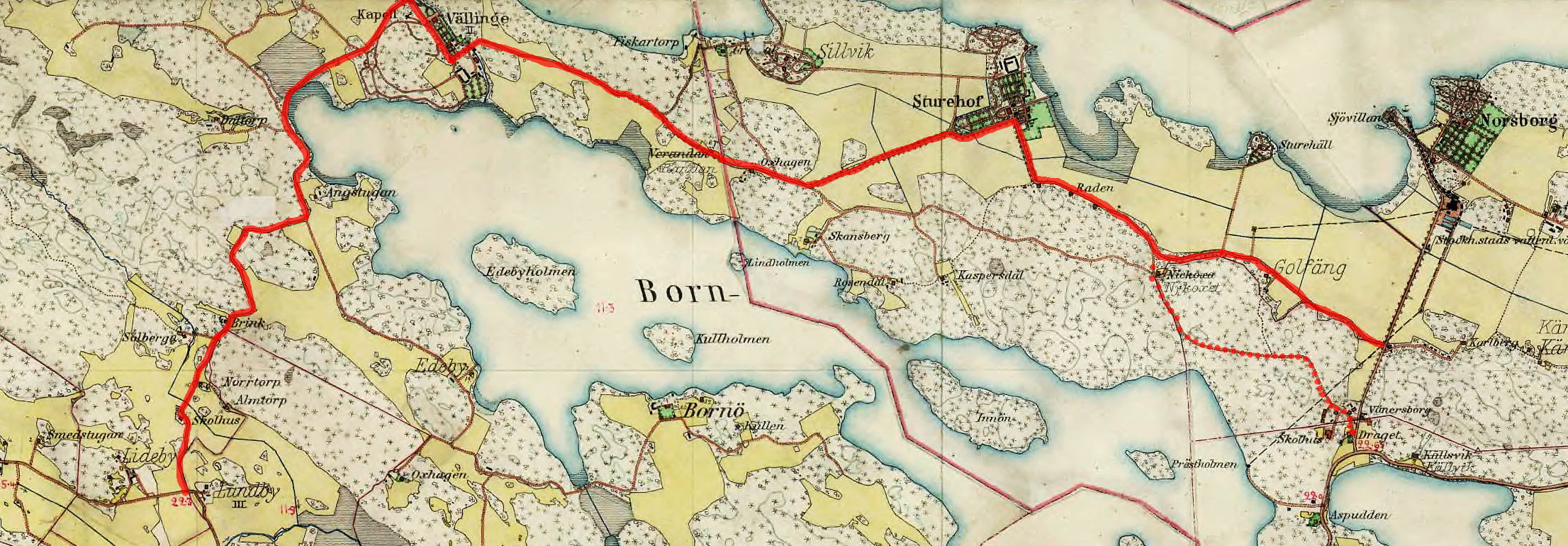
Vällingevägen inlagd (röd) på Häradsekonomiska kartan från 1906. Punktprickat är den äldre sträckningen mellan Draget och torpet Nykoxet.

Vällingevägen börjar i öster i Botkyrka kommun vid Norsborgsvägen och Gråbo som består av bostadshus uppförda 1915 som personalbostäder för Norsborgs vattenverks arbetare. Tidigare började Vällingevägens föregångare redan vid Draget och gick genom skogen och förbi torpet Nykoxet. Nuvarande vägsträckning mellan Gråbo och Nykoxet existerar sedan sekelskiftet 1900. Från allén som leder ner till vattenverket och Norsborgs herrgård ringlar sig vägen västerut mellan skogskanten och odlingslandskapet mot Sturehovs slott. Längs vägen märks några äldre torp som ursprungligen lydde under Sturehov, bland dem Golväng, Värdshuset, Mellanstugan och Fågelsången. 
Vid torpet Värdhuset svänger Vällingevägen mot norr och blir en del av Sturehovs södra allé för att efter ytterligare en sväng blir en del av Sturehovs cirka en kilometer långa västra allé. Båda alléerna anlades på 1780-talet när Johan Liljencrantz lät arkitekt Carl Fredrik Adelcrantz rita den nuvarande huvudbyggnaden. Mellan torpen Oxhagen och Verandan passeras kommungränsen mellan Botkyrka och Salem. 
Vägen fortsätter på landtungan mellan Bornsjön och Mälaren och leder sedan genom Vällinges bebyggelse och alléer. Här ligger Hemvärnets stridsskola, Hemvärnsmuseet och Vällinge kapell. Mot väster utbreder sig Vällinge skjutfält. Sista biten av Vällingevägen sträcker sig söderut i många kurvor genom kulturlandskapet förbi det bevarade torpet Ängstugan och de försvunna 1600-tals torpen Brink (revs 1940) och Solberga (revs 1935) samt 1700-tals torpet Norrtorp (revs 1930). Ett dominerande inslag i landskapsbilden utgör Lideby gamla skolhus från 1913. Vällingevägen slutar i höjd med byggnadsminnet Lundby parstuga. Där vidtar Ladviksvägen.

## Bilder

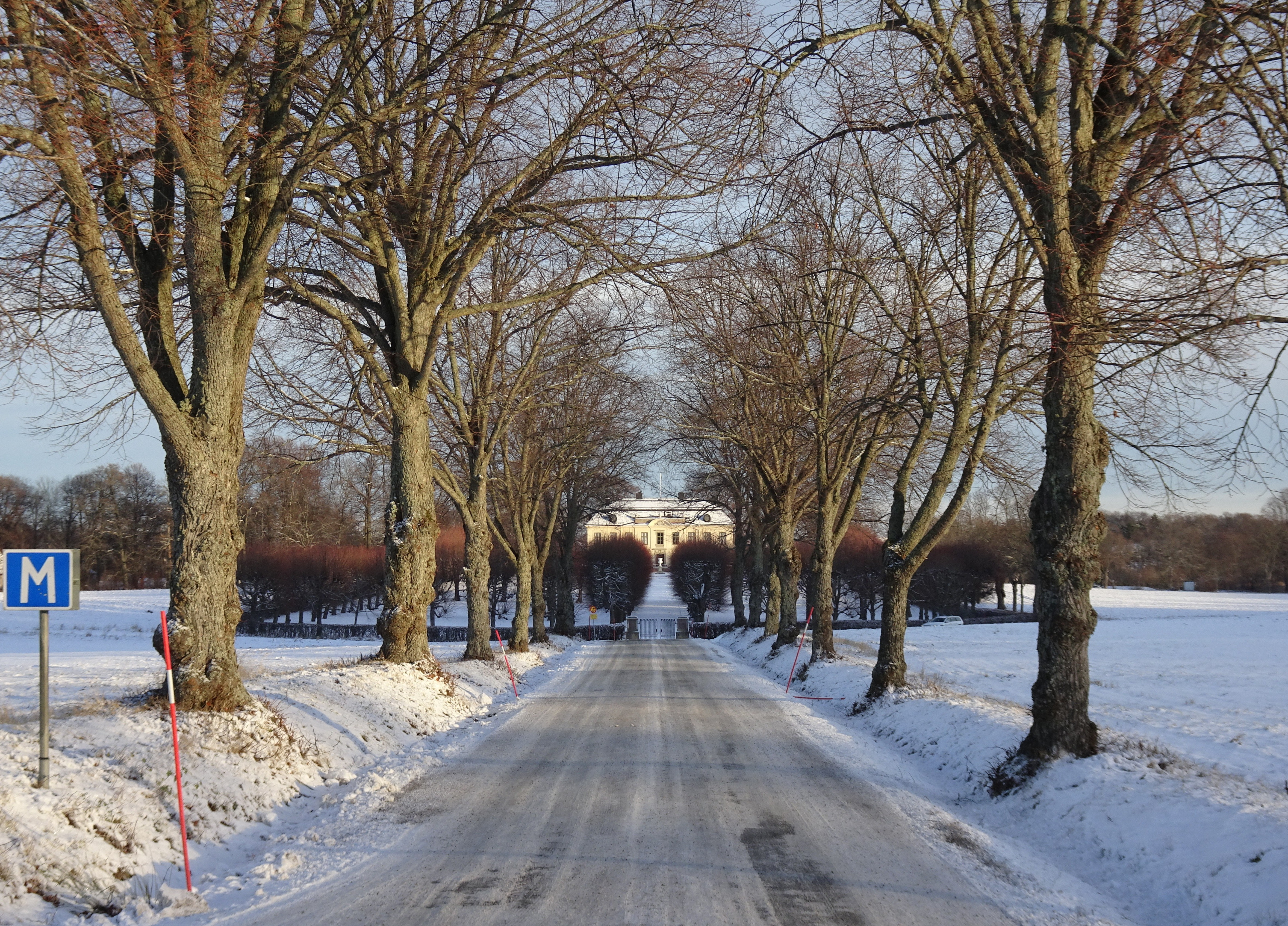
Vällingevägens allé väster om Sturehov.
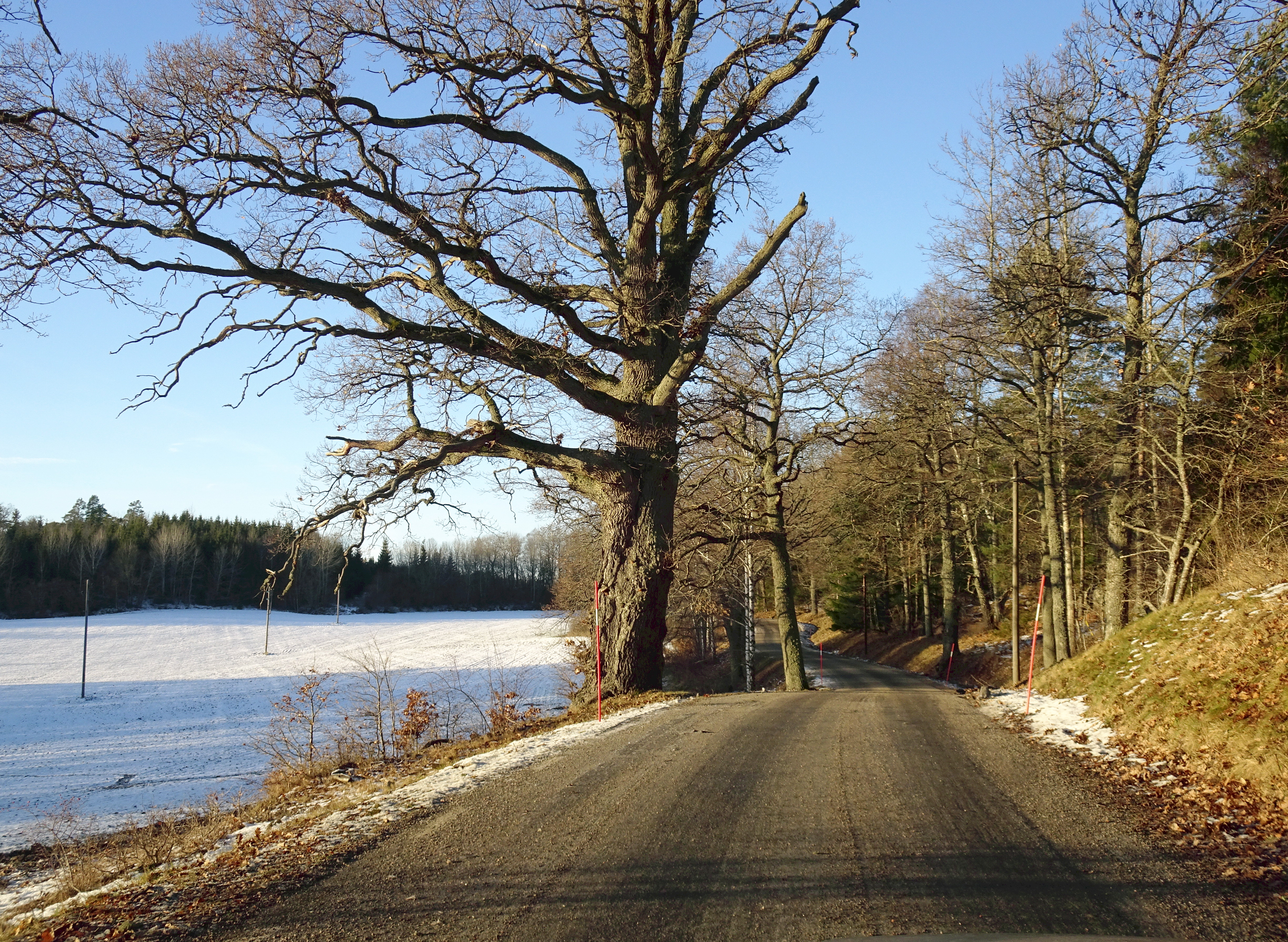
Vällingevägen mellan Sturehov och Vällinge.
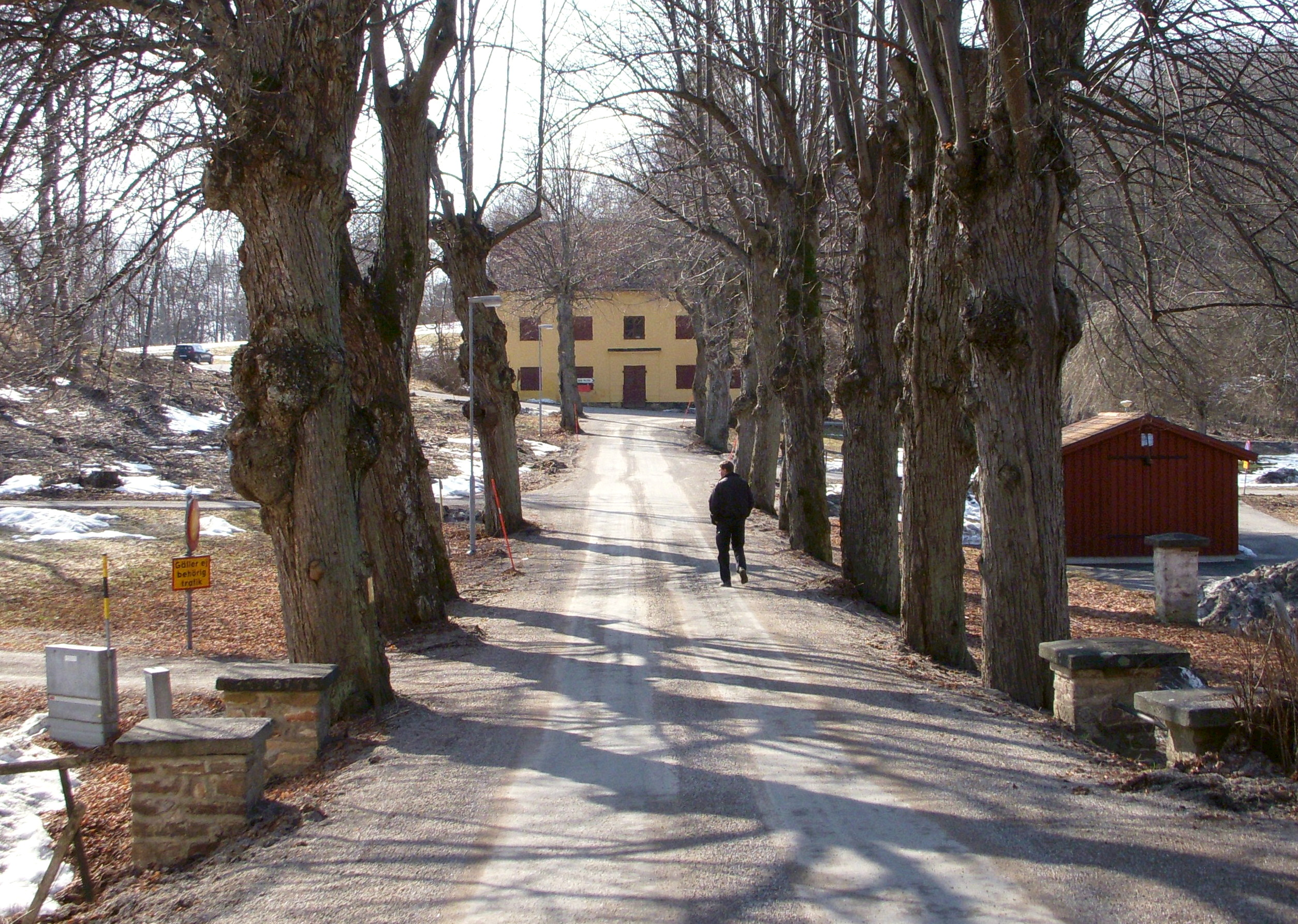
Vällingevägens allé vid Vällinge.
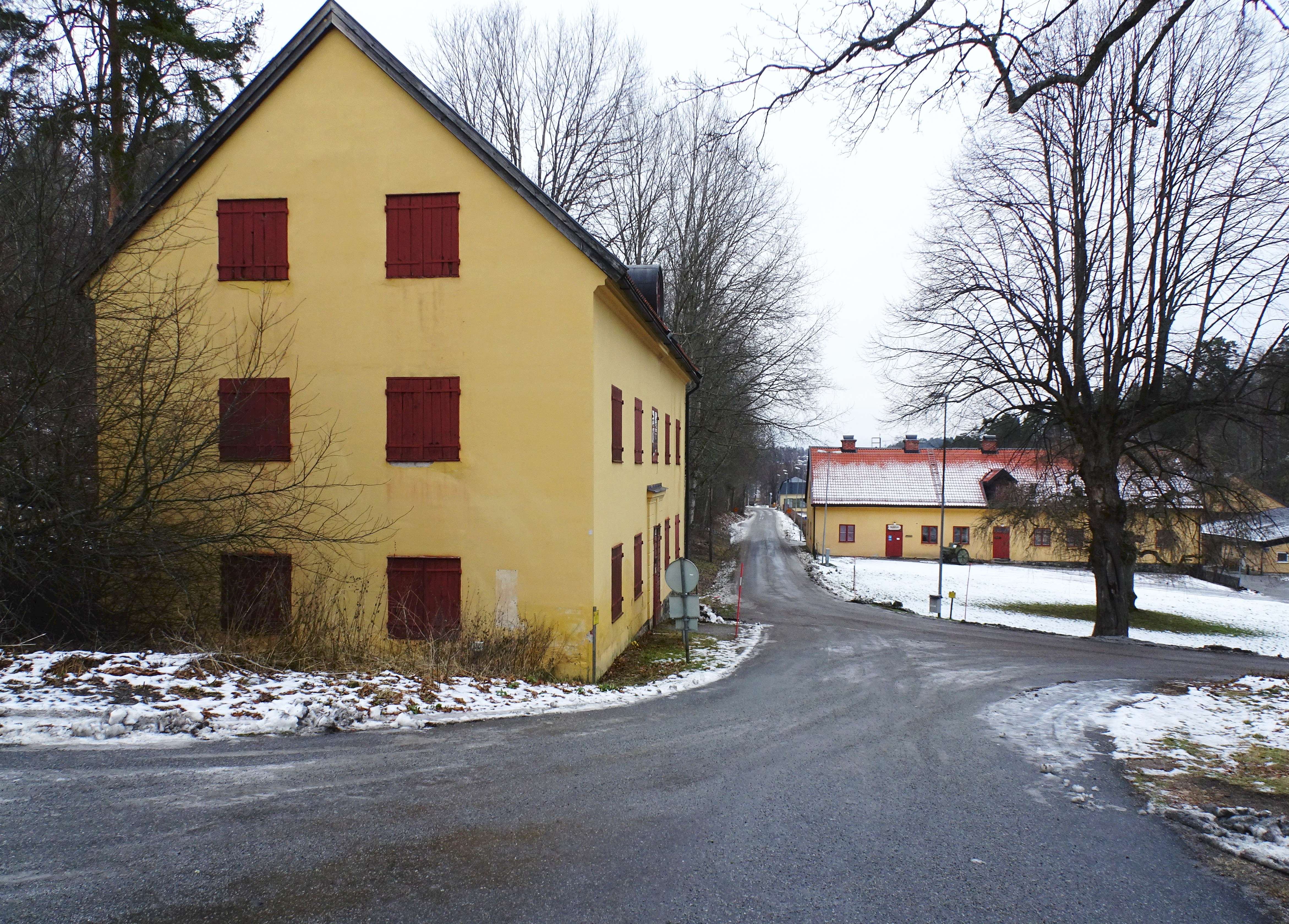
Vällingevägen genom Vällinge gårds bebyggelse.
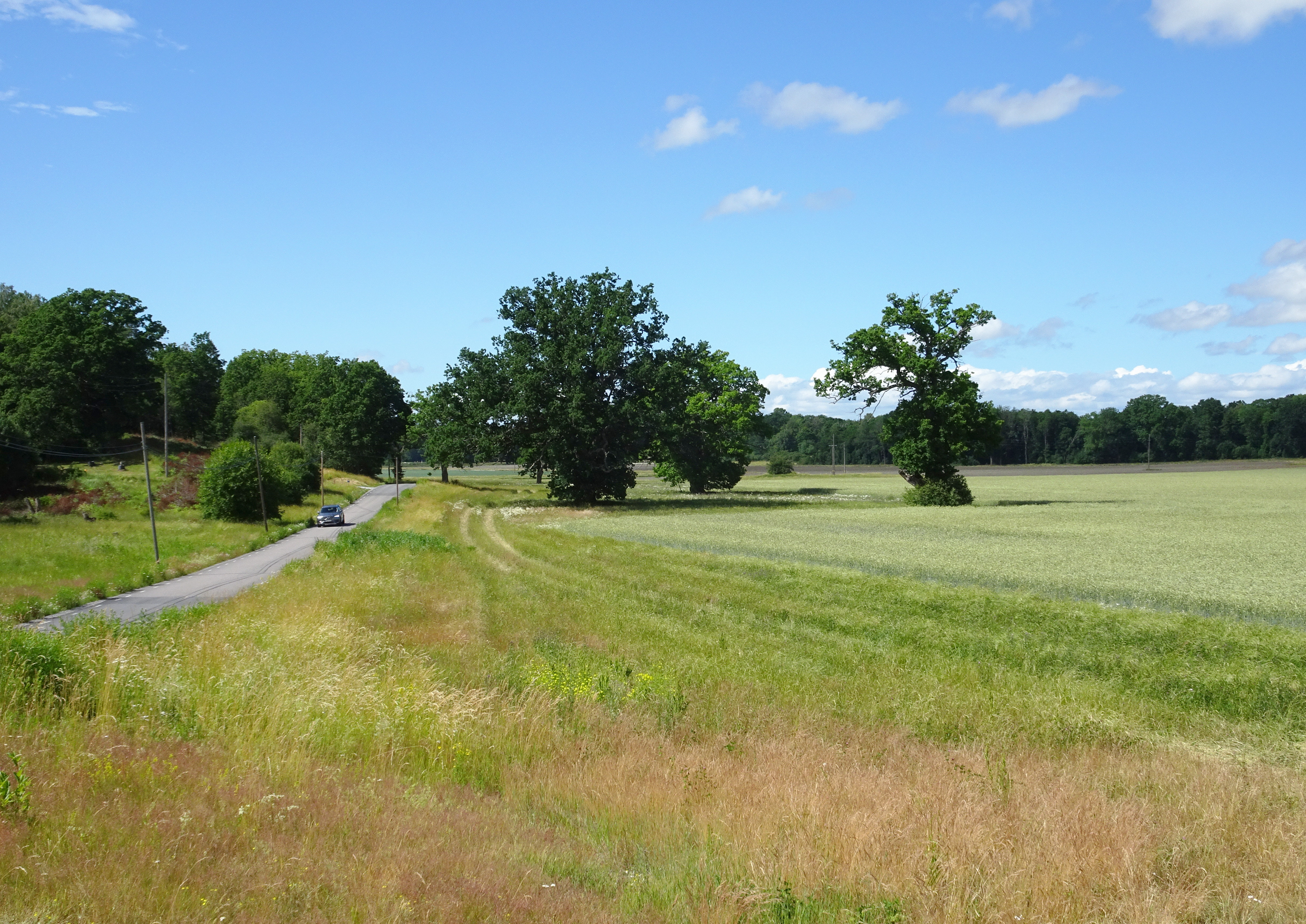
Vällingevägen med Sturehovs kulturlandskap.

## Intressanta byggnader i urval
I Vällingevägens riktning från öst till väst.

| Bild | Beteckning              | Beskrivning |
| ---- | ----------------------- | --- |
|      | Fågelsången             | Torpet Fågelsången låg under Sturehovs slott och härrör från 1700-talet. Torpet är ett av tre som ligger i rad längs med Vällingevägen. I flera av torpen uppges att stattorpare bodde. Fågelsången är en parstuga, här bodde Sturehovs smed. 59°15′12.3″N 17°45′53.7″Ö / 59.253417°N 17.764917°Ö |
|      | Värdshuset              | Torpet Värdshuset är det tredje torpet i rad vid Vällingevägen. Här svänger vägen mot norr och Sturehovs slott. Även Värdshuset låg som sina grannar Fågelsången och Mellanstugan under Sturehov. I stugan inrymdes ett värdshus, därav namnet. Huset är en parstuga. Intill ligger brunnsöverbyggnaden för Fru Ottas Källa (även Mor Ottas Källa). 59°15′15.4″N 17°45′38.5″Ö / 59.254278°N 17.760694°Ö |
|      | Sturehovs slott         | Sturehovs nuvarande huvudbyggnad uppfördes på 1780-talet för friherre Johan Liljencrantz efter ritningar av arkitekt Carl Fredrik Adelcrantz. De två flygelbyggnaderna är dock ungefär hundra år äldre. Kring huvudanläggningen finns flera ekonomibyggnader, uthus, ladugårdar och stallbyggnader. I dag används Sturehov av Stockholms stad för representation. 59°15′27.5″N 17°45′30.4″Ö / 59.257639°N 17.758444°Ö                                                                                        |
|      | Oxhagen                 | Längst i väster på Sturehovs ägor, strax efter den långa allén mot slottet, återfinns torpet Oxhagen. Huset härrör från 1700-talet och har planen för en enkelstuga. Idag är Oxhagen ett fritidshus. 59°15′20.6″N 17°44′11.5″Ö / 59.255722°N 17.736528°Ö |
|      | Verandan                | Torpet Verandan låg under Vällinge. Huset har en knuttimrat stomme med sexdelad plan och beboddes på 1800-talet av tegelmästaren vid Vällinge tegelbruk. Byggnaden renoverades 1993 och är idag privatbostad. 59°15′24.2″N 17°44′0.1″Ö / 59.256722°N 17.733361°Ö |
|      | Vällinge gård           | Herrgården på Vällinge är ett ljusgult putsat stenhus i två våningar som är gestaltad i gustaviansk stil och kan dateras till omkring år 1770. Arkitekten är okänd. Vid Vällinge fanns olika historiska industrier som kvarnar, mässingsbruk och tegelbruk. Anläggningen nyttjas sedan 1943 av Hemvärnets stridsskola (HvSS). Vällinge ägs sedan 1899 av Stockholms stad och är en av stadens Bornsjöegendomarna. 59°15′46.9″N 17°42′39.1″Ö / 59.263028°N 17.710861°Ö                                        |
|      | Vällinge Hemvärnsmuseet | Hemvärnsmuseet öppnade 1971 i Askgården, en arbetarlänga från 1750-talet från Vällinge bruks tid. Museet visar på cirka 300 m² utställningsyta Hemvärnets historia och dess föregångare. Utanför entrén står en 7,5 cm kanon m/1902–33 "Friedrich Krupp von Essen" som användes av HvSS vid utbildning under 1980- och 1990-talen. 59°15′42.4″N 17°42′43″Ö / 59.261778°N 17.71194°Ö |
|      | Vällinge kapell         | År 1679 uppfördes nuvarande kyrkobyggnad för Vällinge kapell av Henrik Rosenström. Det är idag den enda byggnaden som finns kvar från Vällinges brukstid. Kapellets arkitektur i barockstil ritades av arkitekten Nicodemus Tessin d.ä. och är en av få kyrkor i Sverige med koret mot väst. 59°15′47.3″N 17°42′32.2″Ö / 59.263139°N 17.708944°Ö |
|      | Ängsstugan              | Torpet Ängsstugan återfinns vid Bornsjön sydväst om Vällinge gård. Ängsstugan är det enda kvarvarande torpet i Salem som är uppfört i murtegel, vilket är ovanlig då i regel trä användes som byggmaterial för torp och stugor. För Ängsstugan togs troligen tegel från Vällinge tegelbruk. Fasaderna är oputsade med undantag av södra gavelspetsen och planen är en enkelstuga. 59°15′21.5″N 17°41′59.9″Ö / 59.255972°N 17.699972°Ö                                                                        |
|      | Lidebys skola           | Lidebys skola uppfördes 1913 och ersatte då en äldre skolbyggnad från 1862 som numera står på Torekällberget i Södertälje. I nuvarande skolhuset bedrevs skolverksamhet fram till 1940-talet. Byggnaden ägdes och förvaltades av Salems kommun, medan tomten ägs av Stockholms stad och dess bolag, Stockholm Vatten. 2009 beslöt kommunen att sälja Lideby skolhus. Åren 2013–2014 renoverades byggnaden, vilken numera används som samlingslokal och bostad. 59°14′44″N 17°41′13″Ö / 59.24556°N 17.68694°Ö |
|      | Lundby parstuga         | Lundby parstuga är en välbevarad parstuga belägen där Vällingevägen möter Ladviksvägen. Huset tillkom troligen i slutet av 1600-talet eller början av 1700-talet. Byggnaden är den bäst bevarade av sin typ i Stockholmsområdet och är sedan 1993 ett byggnadsminne. Till bebyggelsen hör även en källarstuga och en lada. Enligt Stockholms läns museum har de unika allmogebyggnaderna vid Lundby ett mycket högt kulturhistoriskt värde. 59°14′38″N 17°41′22″Ö / 59.24389°N 17.68944°Ö                    |